# If I Could Turn Back Time
«If I Could Turn Back Time» («Якби я могла повернути час назад») — пісня американської співачки та акторки Шер з її дев'ятнадцятого студійного альбому «Heart of Stone» 1989 року. 1 липня 1989 року на лейблі «Geffen Records» пісня вийшла як головний сингл альбому. Її написала спеціально для Шер Даян Воррен, яка продюсувала її у співпраці з Гаєм Рошем. Спочатку Шер відмовилася від пісні після прослуховування демо-запису у виконанні Воррен, але згодом змінила свою думку після того, як остання змусила співачку записати її. У текстах йдеться про почуття каяття через погані вчинки та готовність повернути час назад, щоб усе виправити.
Пісня виконана в стилі поп-рок і софт-рок, її музика представлена гітарами, фортепіано та ударними. Вона отримала переважно позитивні відгуки музичних критиків, які високо оцінили її продюсування та вокальне виконання Шер, а деякі визнали її родзинкою альбому. У комерційному плані пісня посіла третю сходинку у «Billboard Hot 100» і стала першим хітом Шер «номер один» в Австралії. Пісня також потрапила до десятки найкращих у чартах Бельгії, Канади, Ірландії, Нідерландів, Нової Зеландії та Великої Британії.
Музичний відео яке супроводжувало пісню режисера Марті Коллнера, було зняте на борту лінкора «USS Missouri», воно зображає Шер, що виступає перед екіпажем корабля в шкіряних стрінгах з оголеними сідницями, на яких видно її татуювання, й те, як вона осідлала гармату. Військовослужбовці засудили це відео, а деякі сімейні групи протестували проти його трансляції, оскільки вважали його образливим для ВМФ і контроверсійним. Після цих протестів «MTV» було змушене транслювати відео після дев'ятої годину вечору, що зробило його першим музичним відео, забороненим до показу у мережі.
Пісня виконувалася протягом семи концертних гастролів Шер, останній раз під час туру «Here We Go Again» у 2018—2020 роках та на церемонії вручення нагород «MTV Video Music Award» 1989 року. Вона виконувалася рядом виконавців, а також увійшла до саундтреку фільму «Дедпул 2» (2018) серед іншого. «If I Could Turn Back Time» відома хаосом, яке виходить з її музичного відео, вона вважається однією з найпредставніших пісень Шер й є свідченням довголіття співачки та її здатності постійно відкривати себе заново і залишатися актуальною та сучасною.

## Передумови
Пісню написала Даян Воррен, вона також продюсувала її разом із Гаєм Рошем. Хоча трек у стилі софт-року був написаний спеціально для Шер, співачці спочатку пісня не сподобалася, коли вона почула демо-запис, й відмовилася від неї. 1991 року Воррен заявила: «Я стала навколішки і благала. Я сказала їй, що не збираюся виходити з кімнати, поки вона не скаже „так“, і, нарешті, просто щоб позбавитися мене, вона це зробила». 2014 року Воррен також додала: «Вона дійсно ненавиділа [пісню], але я тримала її за ногу під час сеансу і казала: „Ти маєш це записати!“». Далі за словами Воррен, Шер відповіла: «„Йди до біса, суко! Болить нога! Добре я спробую“. Як тільки Шер заспівала її, вона подивилася на мене так, наче: „Ти маєш рацію“».

## Оцінки критиків
Гері Хілл з «AllMusic» ретроспективно написав, що пісня «має хрумку текстуру, хоча й у попсовому старшипівському аранжуванні 80-х». Марк Міллан із «Daily Vault» відзначив її як «гімн софт-року». «Music & Media» схарактеризували пісню як «добре спродюсоване FM-підспівування».

## Музичне відео
Дія відеокліпу на пісню «If I Could Turn Back Time» американського телевізійного режисера Марті Коллнера відбувається на борту лінкора «USS Missouri». У ньому зображена Шер та її гурт, які виступають із концертом для екіпажу корабля. Відео було знято у Лос-Анджелесі у п'ятницю ввечері, 30 червня 1989 року, коли корабель стояв на колишній Військово-морській корабельні Лонг-Біч на пірсі «D». У відео гурт грає на носовій палубі, а корабель оснащений прожекторами, світловими стійками та стробоскопами. Син Шер, Елайджа Блу Оллмен, якому на той час було 12 років, з'являється як один із гітаристів гурту у темних окулярах та футболці Джимі Гендрікса.
Міністерство військово-морського флоту дало дозвіл на знімання музичного відео через його потенціал щодо збільшення набору військово-морського флоту: 1989 року військово-морський флот не мав бюджету на телевізійну рекламу. Спочатку військово-морський флот вибрав для відео лінкор «USS New Jersey». Однак «New Jersey» був у морі, коли Коллнеру треба було початково оглянути місце зйомок, й тоді він відвідав корабель того ж самого типу «Missouri». Під час візиту Коллнера офіцер зі зв'язків із громадськістю «Missouri» лейтенант Марк Вокер остаточно переконав його змінити місце знімання й провести їх на «Missouri».
Вбрання Шер для оригінального відео, боді з рибальської сіті під цільнокроєним чорним купальником, через яке було видно більшу частину її оголених сідниць з татуюванням у вигляді метелика, викликало скандал, внаслідок чого багато каналів відмовилися показувати відео. «MTV» спочатку заборонило відео, а потім транслювало його лише після дев'ятої години вечора. Було створено другу версію відео, що містить нові сцени і менш відверто сексуальний контент, ніж оригінал. Вбрання та ризикований характер відео стали повною несподіванкою для ВМФ, які очікували, що Шер одягне на концерт комбінезон, як це було показано на розкадровках під час початкових обговорень із продюсерами. Шер з'явилася вперше у своєму відвертому вбранні, коли матроси вже були на місці й грав музичний гурт. Лейтенант-коммандер Стів Хонда з Голлівудського офісу зв'язку ВМС попросив Коллнера ненадовго призупинити знімання і переконати Шер перевдягнутися в консервативніший одяг, але Коллнер відмовився.
Військово-морський флот критикували за дозвіл відеозйомки, особливо з боку ветеранів Другої світової війни, які бачили у цьому осквернення національного історичного об'єкта, до якого вони вважали варто ставитися з більшою повагою: військовий корабель США «Missouri» був місцем підписання капітуляції Японської імперії 2 вересня 1945 року, що поклало кінець Другій світовій війні.
Ніхто з офіційних осіб ВМФ не був покараний за їхню роль у підтримці відео, хоча, як повідомляється, міністр ВМФ ненадовго розглядав можливість звільнення капітана «Missouri».
2003 року Шер випустила свій концерт «Living Proof: Farewell Tour» на DVD, який містив офіційне ремікс-відео «If I Could Turn Back Time».

## Живе виконання
Шер виконувала пісню в наступних концертних турах:
- Heart of Stone Tour (1989—1990)
- Love Hurts Tour (1992)
- Do You Believe? Tour (1999—2000)
- The Farewell Tour (2002—2005)
- Cher at the Colosseum (2008—2011)
- Dressed to Kill Tour (2014)
- Classic Cher (2017—2020)
- Here We Go Again Tour (2018—2020)

## Трек-лист

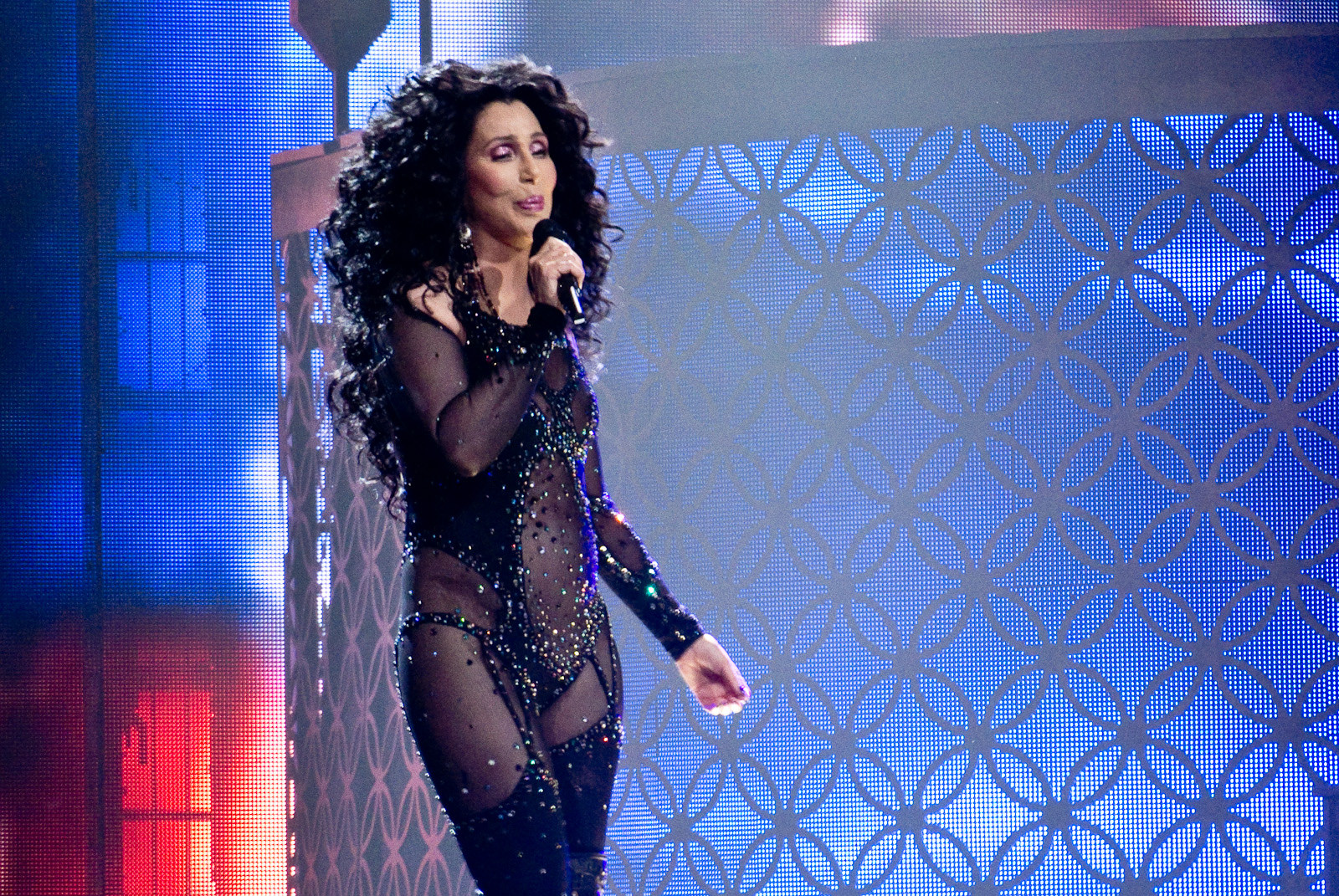
Виконання Шер «If I Could Turn Back Time» під час «Dressed to Kill Tour» 2014 року.

- Американський і європейський 7-дюймовий і касетний сингл

1. «If I Could Turn Back Time» (ремікс) — 3:59
2. «Some Guys» — 3:59

- Європейський 12-дюймовий сингл

1. «If I Could Turn Back Time» (рок-гітарна версія) — 4:06
2. «Some Guys» — 3:59
3. «Kiss to Kiss» — 4:23

- Європейський CD-сингл

1. «If I Could Turn Back Time» (рок-гітарна версія) — 4:06
2. «If I Could Turn Back Time» (7-дюймова версія) — 3:59
3. «I Found Someone» (7-дюймова версія) — 3:42

## Учасники запису
- Шер — головний вокал
- Дезмонд Чайлд, Марія Відал, Майкл Ентоні, Робін Бек, Джиммі Демерс, Джин Маклейн — бек-вокал
- Стів Лукатер, Гленн Щюрба, Джин Блек — електрогітара
- Гай Рош, Алан Пасква — клавішні
- Джон Пірс — бас-гітара
- Марк Т. Вілльямс — ударні, тамбурин

## Виробництво
- Аранжування та продюсування Даян Воррен і Гай Рош
- Записав Френк Вулф за сприяння Гая Роша
- Змікшовано Френком Вулфом
- Опубліковано «Realsongs»

## Чарти і сертифікації
| Країна/чарт (1989—1990)              | Позиція |
| ------------------------------------ | ------- |
| Австралія (ARIA)                     | 1       |
| Австрія (Ö3 Austria Top 40)          | 14      |
| Бельгія (Ultratop 50 Flanders)       | 6       |
| Канада (Top Singles (RPM))           | 2       |
| Канада (Adult Contemporary (RPM))    | 1       |
| Канада (The Record)                  | 7       |
| Данія (Tracklisten)                  | 12      |
| Європа (Eurochart Hot 100 Singles)   | 16      |
| Німеччина (Official German Charts)   | 16      |
| Ірландія (IRMA)                      | 6       |
| Нідерланди (Dutch Top 40)            | 6       |
| Нідерланди (Single Top 100)          | 4       |
| Нова Зеландія (Recorded Music NZ)    | 3       |
| Канада, Квебек (ADISQ)               | 8       |
| Іспанія (Top 40 Radio (Promusicae))  | 39      |
| Швеція (Sverigetopplistan)           | 11      |
| Велика Британія (UK Singles (OCC))   | 6       |
| США (Billboard Hot 100)              | 3       |
| США (Adult Contemporary (Billboard)) | 1       |
| США (Cash Box Top 100)               | 3       |

| Країна/чарт (2021)                                    | Позиція |
| ----------------------------------------------------- | ------- |
| Канада (Canadian Digital Song Sales (Billboard))      | 28      |
| Польща (Polish Airplay Top 100)                       | 74      |
| США (US Digital Songs Digital Song Sales (Billboard)) | 37      |

| Країна/чарт (2021)              | Позиція |
| ------------------------------- | ------- |
| Польща (Polish Airplay Top 100) | 92      |

| Країна/чарт (1989)                                     | Позиція |
| ------------------------------------------------------ | ------- |
| Австралія (ARIA)                                       | 5       |
| Бельгія (Ultratop 50 Flanders)                         | 53      |
| Канада (Top Singles (RPM))                             | 19      |
| Нідерланди (Dutch Top 40)                              | 62      |
| Нідерланди (Single Top 100)                            | 37      |
| Велика Британія (UK Singles (Official Charts Company)) | 43      |
| США (Billboard Hot 100)                                | 35      |
| США (Adult Contemporary (Billboard))                   | 21      |

| Країна | Сертифікація | Продажі  |
| --- | ------------ | -------- |
| Австралія (ARIA) | 2×Платина    | 140,000^ |
| Данія (IFPI Danmark) | Золото       | 45 000*  |
| Велика Британія (BPI) продажі з 2004 року                                                                                           | Золото       | 400 000* |
| США (RIAA) | Золото       | 500 000^ |
| Цифрові завантаження |              |          |
| США | —            | 394.000  |
| ^ Показники продажів, засновані тільки на сертифікації *Показники продажів і потокового передавання базуються лише на сертифікації. |              |          |

## Використання у масовій культурі
Пісня звучить у сцені після титрів у фільмі «Дедпул 2» 2018 року.
У фільмі «Прогулянки сонячним світлом» є версія цієї пісні у виконанні головних героїв Тейлора (Ганна Артертон) та Рафа (Джуліо Берруті).
Пісня використовувалась у рекламі косметики «Luminess Silk Foundation» у 2019 році.